# ヴァランセ (チーズ)
ヴァランセ（フランス語: Valençay）は、フランスのベリー地方で作られるシェーブルチーズ。名称は地名のヴァランセにちなむ。さわやかな酸味でやわらかくしっとりしている。 頂点をカットした四角錐（ピラミッド型）の形状が特徴で、表皮には匂い消しのための木炭粉がまぶしてある。
いつごろから作られたのかは明確ではないが、チーズ愛好家でもあったタレーランの所有するヴァランセ城内において、タレーラン以前からピラミッド型のシェーブルチーズを製造していた。これは同じくシェーブルチーズのプーリニ＝サン＝ピエールを原型としたとされる。しかし、エジプト遠征に失敗したナポレオン・ボナパルトがこの形状にピラミッド＝エジプトと連想し不快になったため、上部が除去されて現在の形状になったという話が伝わる。
さっぱりとした酸味は熟成が進むと弱まり、代わりに甘みが強まりナッツ香もたつ。フルーティーで口当たりの軽い、辛口タイプの白ワインにあう。レーズンパン、リンゴ、サラダなどとも相性がよい。